# Saint-Privat (Hérault)
 (avril 2021).
 (avril 2021).
La mise en forme du texte ne suit pas les recommandations de Wikipédia : il faut le « wikifier ».
Les points d'amélioration suivants sont les cas les plus fréquents. Le détail des points à revoir est peut-être précisé sur la page de discussion.
- Les titres sont pré-formatés par le logiciel. Ils ne sont ni en capitales, ni en gras.
- Le texte ne doit pas être écrit en capitales (les noms de famille non plus), ni en gras, ni en italique, ni en « petit »…
- Le gras n'est utilisé que pour surligner le titre de l'article dans l'introduction, une seule fois.
- L'italique est rarement utilisé : mots en langue étrangère, titres d'œuvres, noms de bateaux, etc.
- Les citations ne sont pas en italique mais en corps de texte normal. Elles sont entourées par des guillemets français : « et ».
- Les listes à puces sont à éviter, des paragraphes rédigés étant largement préférés. Les tableaux sont à réserver à la présentation de données structurées (résultats, etc.).
- Les appels de note de bas de page (petits chiffres en exposant, introduits par l'outil «  Source ») sont à placer entre la fin de phrase et le point final[comme ça].
- Les liens internes (vers d'autres articles de Wikipédia) sont à choisir avec parcimonie. Créez des liens vers des articles approfondissant le sujet. Les termes génériques sans rapport avec le sujet sont à éviter, ainsi que les répétitions de liens vers un même terme.
- Les liens externes sont à placer uniquement dans une section « Liens externes », à la fin de l'article. Ces liens sont à choisir avec parcimonie suivant les règles définies. Si un lien sert de source à l'article, son insertion dans le texte est à faire par les notes de bas de page.
- La présentation des références doit suivre les conventions bibliographiques. Il est recommandé d'utiliser les modèles {{Ouvrage}}, {{Chapitre}}, {{Article}}, {{Lien web}} et/ou {{Bibliographie}}. Le mode d'édition visuel peut mettre en forme automatiquement les références.
- Insérer une infobox (cadre d'informations à droite) n'est pas obligatoire pour parachever la mise en page.

Pour une aide détaillée, merci de consulter Aide:Wikification.
Si vous pensez que ces points ont été résolus, vous pouvez retirer ce bandeau et améliorer la mise en forme d'un autre article.
Pour les articles homonymes, voir Saint-Privat.
Saint-Privat (en occitan Sant Privat) est une commune française située dans le nord du département de l'Hérault (Occitanie).
Exposée à un climat méditerranéen, elle est traversée par plusieurs cours d'eau dont la Marguerite, le Maro, la Bouire, le Merdanson et le Rouvignou. La commune possède un patrimoine naturel remarquable : trois sites Natura 2000 (le causse du Larzac, les « contreforts du Larzac » et les « hautes garrigues du Montpelliérais ») et six ZNIEFF.
Saint-Privat est une commune rurale qui compte 453 habitants en 2022 après avoir connu une forte hausse de la population depuis 1975.  Elle fait partie de l'aire d'attraction de Lodève. Ses habitants sont appelés les Privatois ou Privatoises.

## Géographie

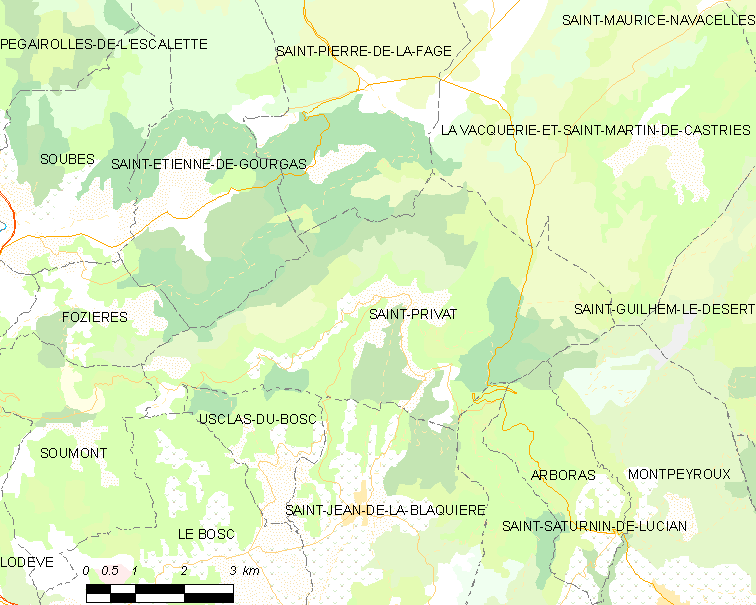
Carte.

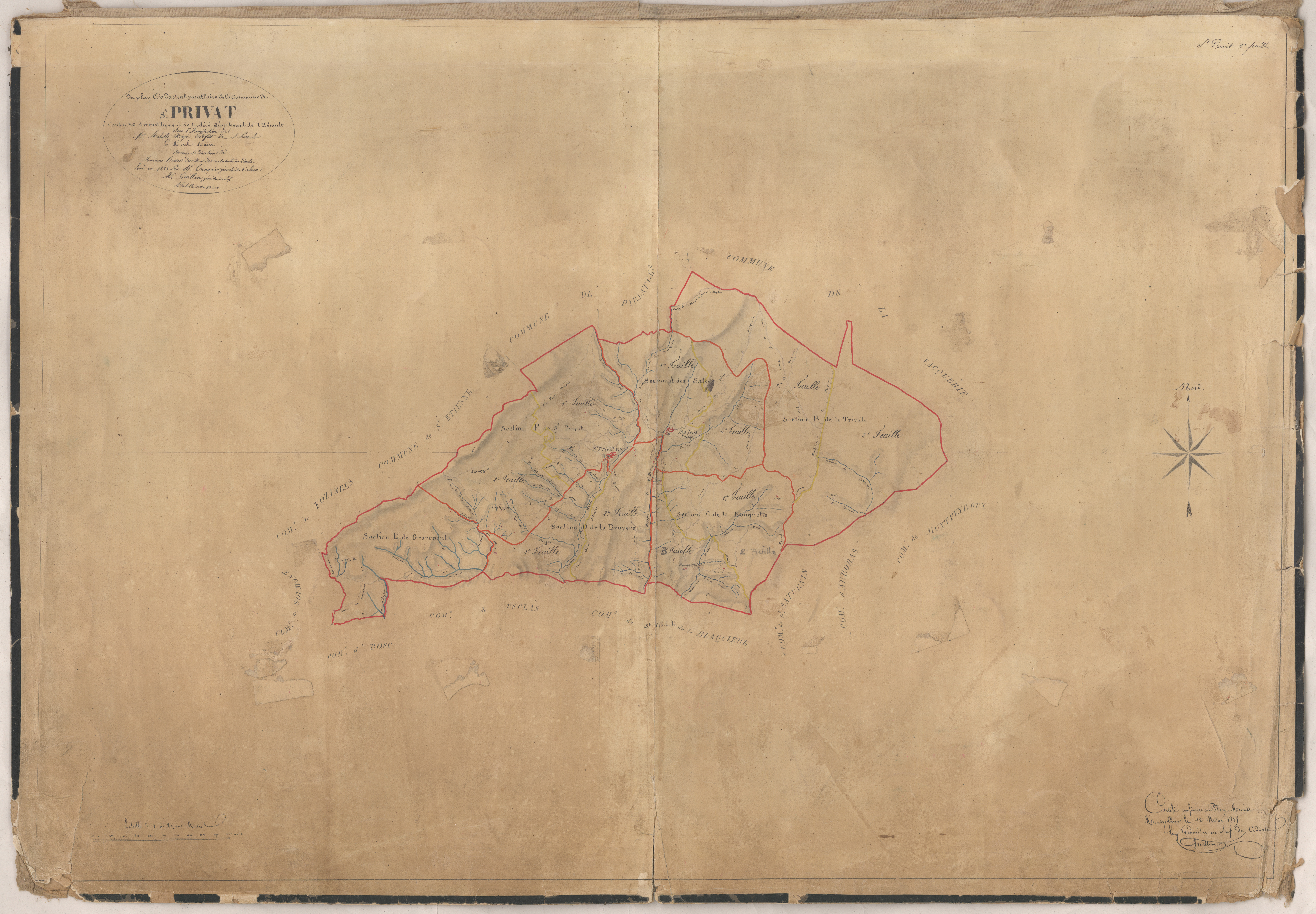
Cadastre napoléonien : tableau d'assemblage (1833).

### Communes limitrophes
| Saint-Étienne-de-Gourgas | Saint-Pierre-de-la-Fage                    | La Vacquerie-et-Saint-Martin-de-Castries |
| Fozières, Soumont        | Saint-Privat                               | Montpeyroux                              |
| Le Bosc                  | Usclas-du-Bosc, Saint-Jean-de-la-Blaquière | Arboras, Saint-Saturnin-de-Lucian        |

### Localisation
La commune de Saint-Privat est située dans le nord du Département de l'Hérault, dans le canton de Lodève.
Située à une altitude de 350 mètres, elle est adossée aux contreforts du plateau du Larzac. La topographie se compose d'une succession de talus rocheux abrupts et de replats où se trouvent des terres cultivées en vigne et en prairies.
La commune est composée de trois villages : Saint-Privat, les Salces et la Rouquette.
Les sources sont particulièrement abondantes sur le flanc de la montagne ce qui permet l'irrigation des parcelles situées entre Saint-Privat et les Salces (appelées les Canals).

### Saint-Privat

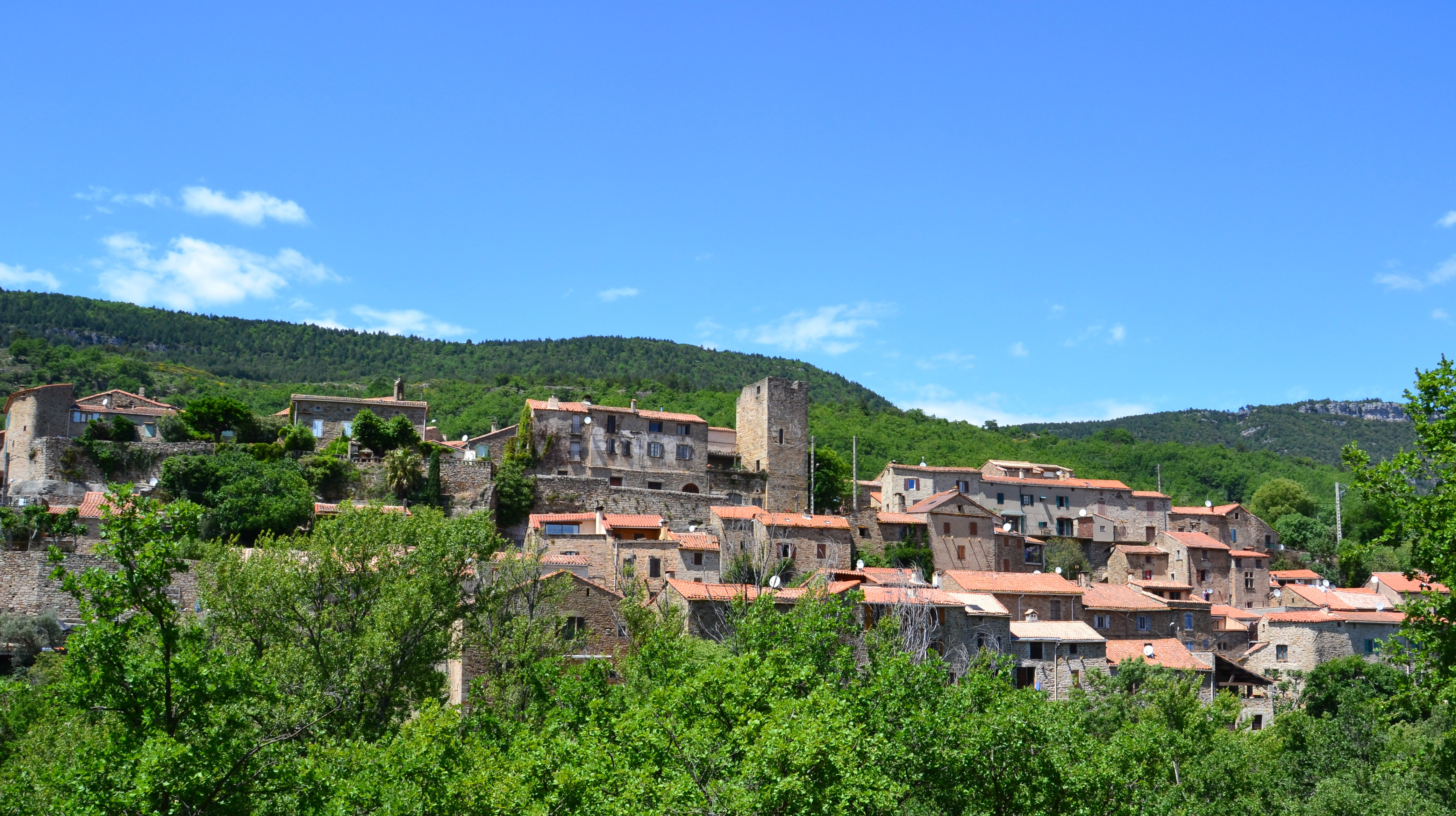
Vue sur le village de Saint-Privat.

Ce village se distingue par la densité de ses constructions et son architecture simple. Déserté il y a une vingtaine d'années, il doit sa renaissance à l'immigration étrangère (anglaise essentiellement).
Le village se situe à proximité du ruisseau de Maro qui prend sa source sous les falaises du Larzac. Les maisons, construites en grès du pays, s’étagent sur la rive droite du Maro. Certaines ont gardé des témoins de l'architecture de la Renaissance (fenêtres à meneaux et traverses, linteaux ouvragés, etc).
Deux artères principales traversent Saint-Privat : l'une (la rue Droite), desservant le "quartier bas" et aboutissant à la porte nord-est ; l'autre dessert le "quartier haut" jusqu'à la porte sud-ouest.

### Les Salces

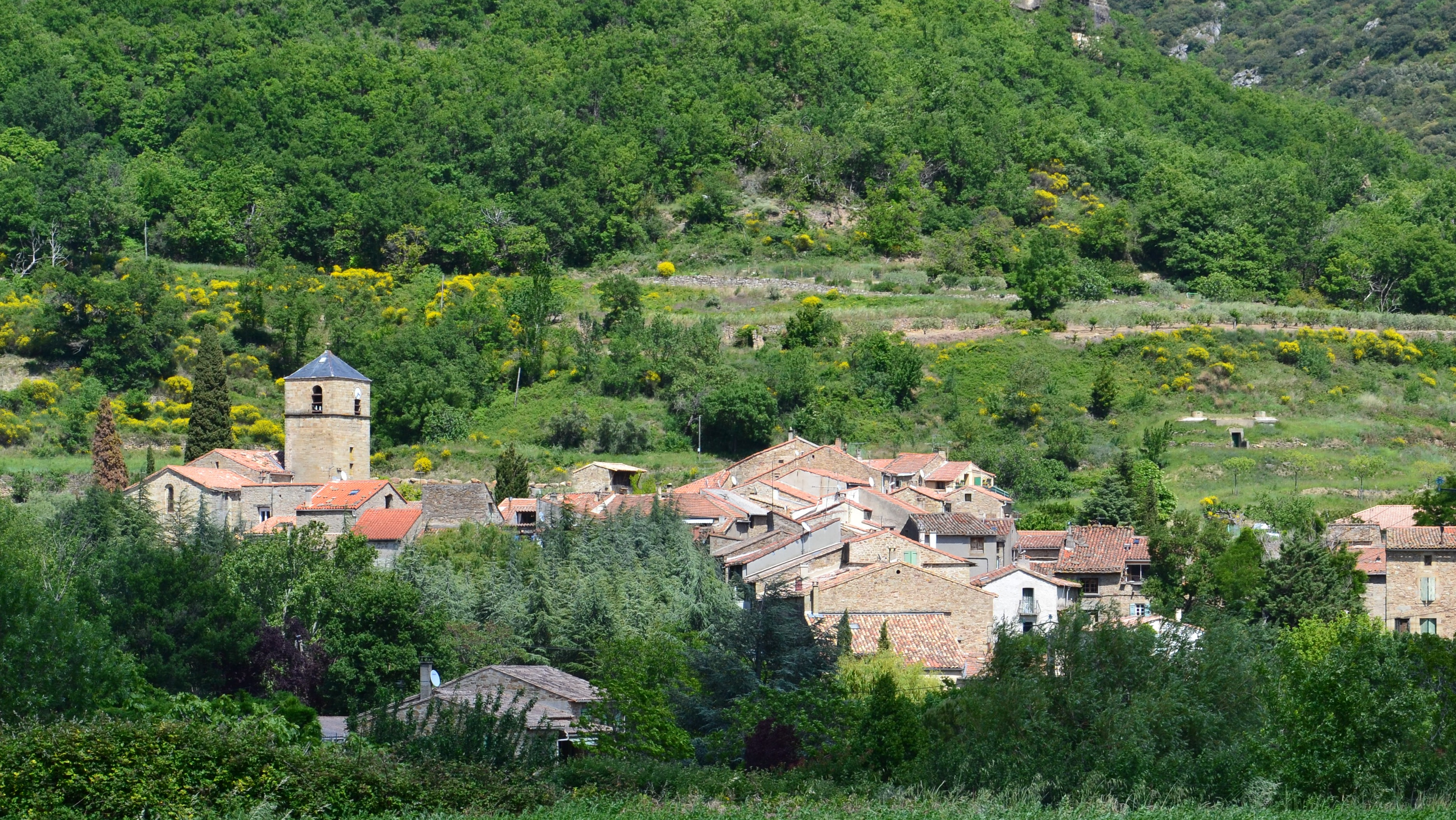
Vue sur le village des Salces.

Village le plus peuplé des trois, c'est celui où sont situées l'école et la mairie, ainsi que des commerces (savonnerie, épicerie associative multi-services, guinguette). C'est aux Salces que se trouve l'église Notre-Dame des Salces du XIIe siècle, classée monument historique depuis le 4 octobre 1962.

### La Rouquette
Situé à 3 km environ au sud des Salces, la Rouquette est le plus petit des hameaux. Il est situé sur les pentes de la rive droite du ruisseau de Vaîrousse. Tout comme à Saint-Privat, les maisons sont orientées vers l'est. D'une architecture traditionnelle, l'habitat correspond à une population laborieuse[réf. nécessaire]. Ses ruelles étroites, ses habitations, serrées et imbriquées, construites le plus souvent en schiste et en grès orangé lui donnent une grande qualité architecturale ainsi qu'un caractère pittoresque[réf. nécessaire] (comme son four à pain).

### Nature du sol et végétation
La nature du sol et la végétation sont très étroitement liées. Par exemple les plateaux calcaires, la partie la plus au nord de la commune, arrivent jusqu'à l'extrémité sud du causse du Larzac. La végétation est constituée de landes, de genévriers (Juniperus communis), de buis et de pins. Sur les colluvions, la végétation se compose de chêne vert, de chêne pubescent, de genévrier cade et de buis. Quant aux affleurements triasiques, ils présentent des chênes verts, des chênes blancs et des châtaigniers. Ces derniers indiquent le changement d'altitude et de nature du sol qui de calcaire argileux passe aux grès siliceux. Les grès forment le plateau principal où se concentrent les cultures et les habitations.

### Sismicité
La commune est classée zone sismique très faible.

### Hydrographie et les eaux souterraines
Plusieurs cours d'eau traversent la commune ou se situent à son aval.
- Des ruisseaux : le Val Durand, le Rouvignou, le ruisseau d'Aubaigues, la Primelle, la Marguerite, le Merdanson, le Maro, le ruisseau de la Tour, des Maurels, la Bouire, le ruisseau des Crozes.
- ravin des Brugasses.

### Climat
Pour des articles plus généraux, voir Climat de l'Occitanie et Climat de l'Hérault.
En 2010, le climat de la commune est de type climat méditerranéen franc, selon une étude s'appuyant sur une série de données couvrant la période 1971-2000. En 2020, Météo-France publie une typologie des climats de la France métropolitaine dans laquelle la commune est exposée à un climat méditerranéen et est dans la région climatique  Provence, Languedoc-Roussillon, caractérisée par une pluviométrie faible en été, un très bon ensoleillement (2 600 h/an), un été chaud (21,5 °C), un air très sec en été, sec en toutes saisons, des vents forts (fréquence de 40 à 50 % de vents > 5 m/s) et peu de brouillards.
Pour la période 1971-2000, la température annuelle moyenne est de 13,5 °C, avec une amplitude thermique annuelle de 15,7 °C. Le cumul annuel moyen de précipitations est de 1 253 mm, avec 8 jours de précipitations en janvier et 3,5 jours en juillet. Pour la période 1991-2020, la température moyenne annuelle observée sur la station météorologique la plus proche, située sur la commune de La Vacquerie-et-Saint-Martin-de-Castries à 4 km à vol d'oiseau, est de 12,0 °C et le cumul annuel moyen de précipitations est de 1 302,2 mm,. Pour l'avenir, les paramètres climatiques de la commune estimés pour 2050 selon différents scénarios d'émission de gaz à effet de serre sont consultables sur un site dédié publié par Météo-France en novembre 2022.

### Milieux naturels et biodiversité

#### Réseau Natura 2000

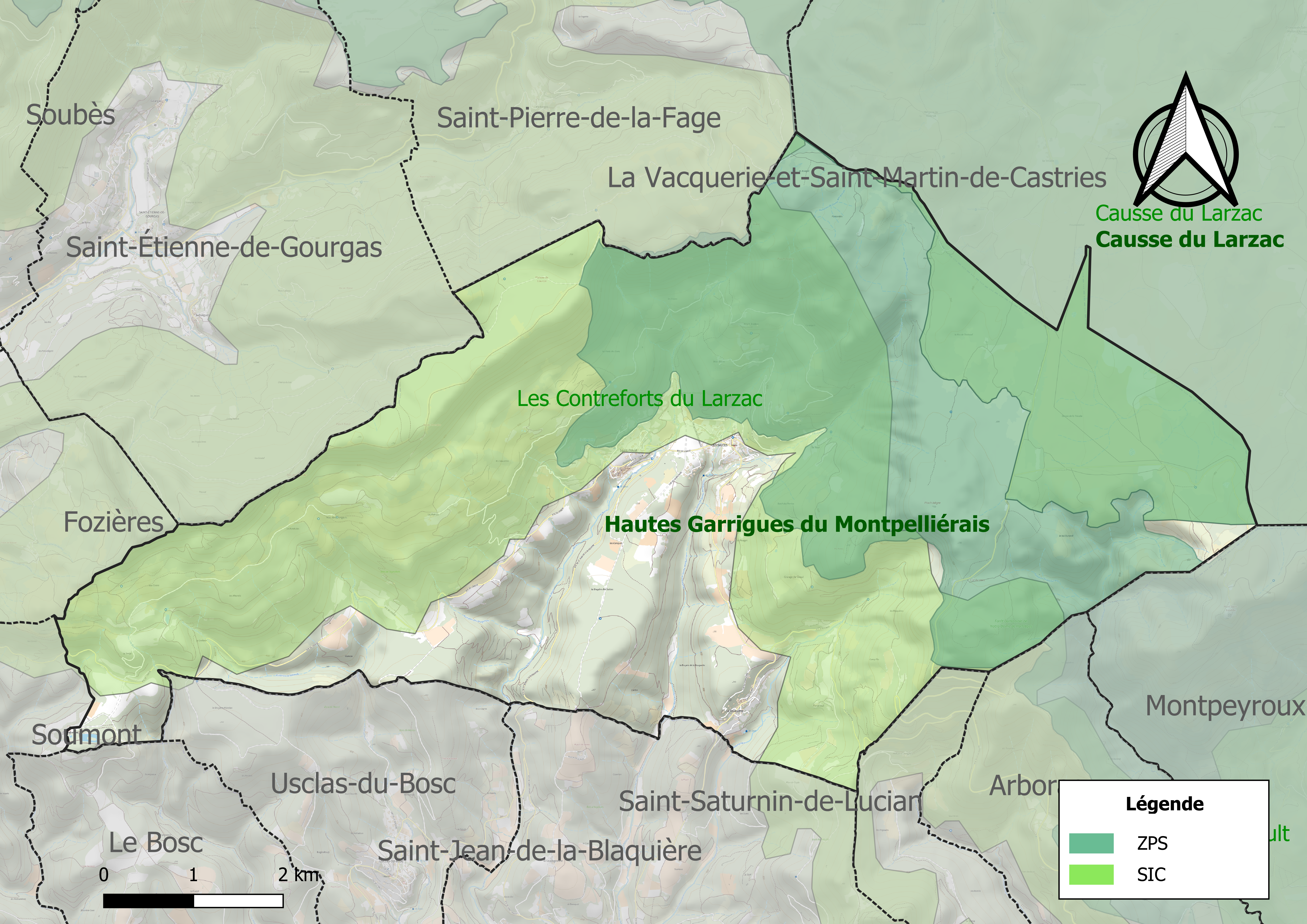
Site Natura 2000 sur le territoire communal.

Le réseau Natura 2000 est un réseau écologique européen de sites naturels d'intérêt écologique élaboré à partir des directives habitats et oiseaux, constitué de zones spéciales de conservation (ZSC) et de zones de protection spéciale (ZPS).
Un site Natura 2000 est défini sur la commune tant au titre de la directive oiseaux que de la directive habitats : le « causse du Larzac ». D'une superficie de 29 556 ha, il fait partie des causses méridionaux, un ensemble régional unique en Europe. Il est le plus grand ensemble de formations herbeuses sèches semi-naturelles en France et abrite un grand nombre d’espèces endémiques. Ce site abrite 17 espèces d'oiseaux d'intérêt communautaire pour la plupart liées pour leur reproduction et/ou leur alimentation aux milieux ouverts (dont le bruant ortolan, le pipit rousseline, l'alouette lulu ou encore la pie-grièche écorcheur, en effectifs bien représentés par rapport à la moyenne nationale),.
Un autre site relève de la directive habitats : « les contreforts du Larzac ». D'une superficie de 5 299 ha, ils constituent les premiers reliefs du Larzac qui surplombent le bassin de Lodève. Sa richesse est liée à la conjonction des deux influences caussenarde et méditerranéenne.
Un troisième site relève de la directive oiseaux : les « hautes garrigues du Montpelliérais ». Occupant une superficie de 45 444 ha, ils abritent trois couples d'aigles de Bonelli, soit 30 % des effectifs régionaux.

#### Zones naturelles d'intérêt écologique, faunistique et floristique
L’inventaire des zones naturelles d'intérêt écologique, faunistique et floristique (ZNIEFF) a pour objectif de réaliser une couverture des zones les plus intéressantes sur le plan écologique, essentiellement dans la perspective d’améliorer la connaissance du patrimoine naturel national et de fournir aux différents décideurs un outil d’aide à la prise en compte de l’environnement dans l’aménagement du territoire.
Cinq ZNIEFF de type 1 sont recensées sur la commune :
- les « bois de Maret et de la Bruyère d'Usclas » (249 ha), couvrant 4 communes du département[16] ;
- le « chaos dolomitique de la Vacquerie » (758 ha), couvrant 3 communes du département[17] ;
- les « coteaux des Cans » (472 ha)[18] ;
- la « forêt du plateau de Courcol » (341 ha), couvrant 3 communes du département[19] ;
- le «Mont Saint-Baudille » (550 ha), couvrant 4 communes du département[20] ;

et une ZNIEFF de type 2, : 
le « causse et contreforts du Larzac et montagne de la Séranne » (44 035 ha), couvrant 33 communes dont une dans l'Aveyron, deux dans le Gard et 30 dans l'Hérault.

Carte des ZNIEFF de type 1 et 2 à Saint-Privat.
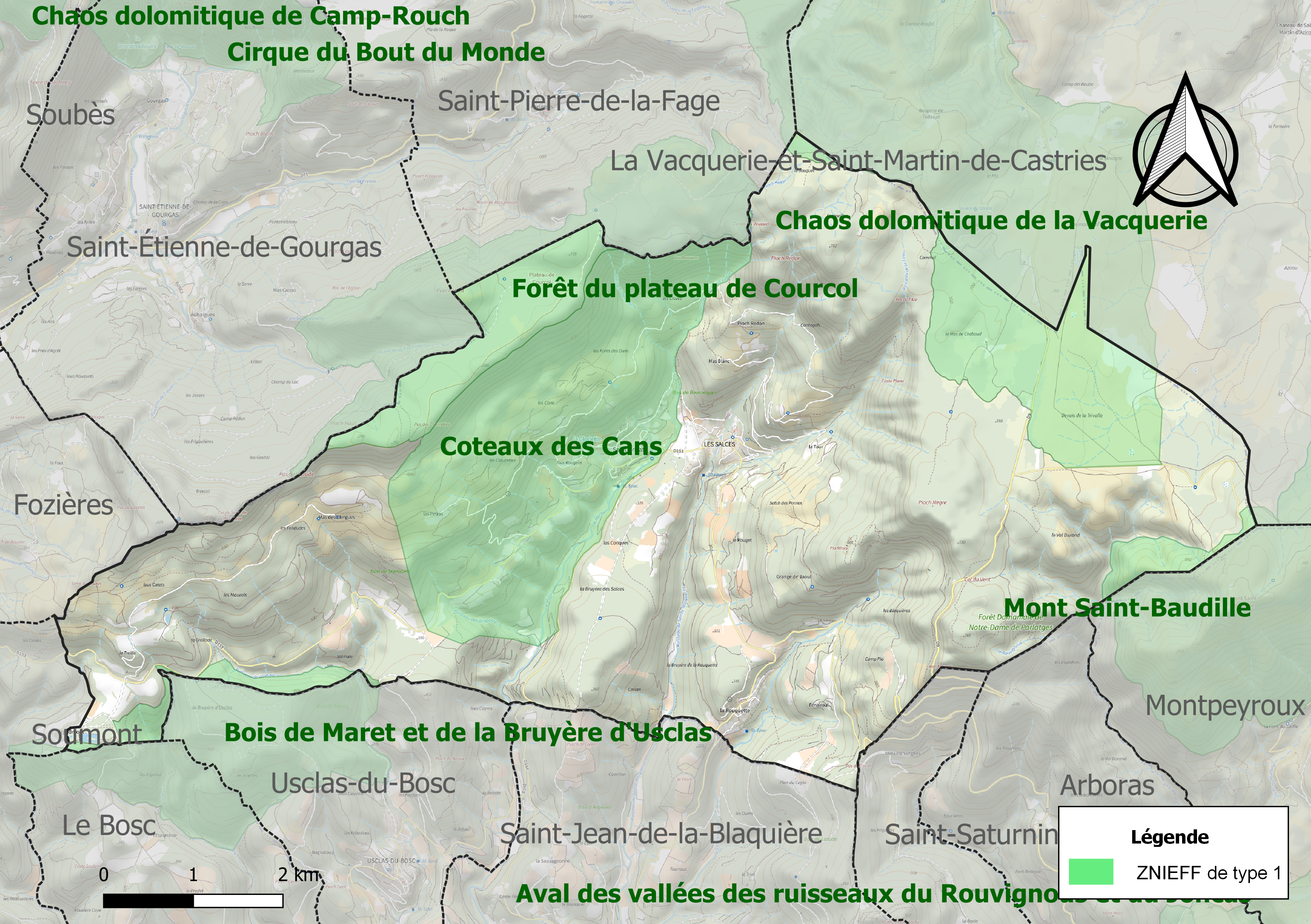
Carte des ZNIEFF de type 1 sur la commune.
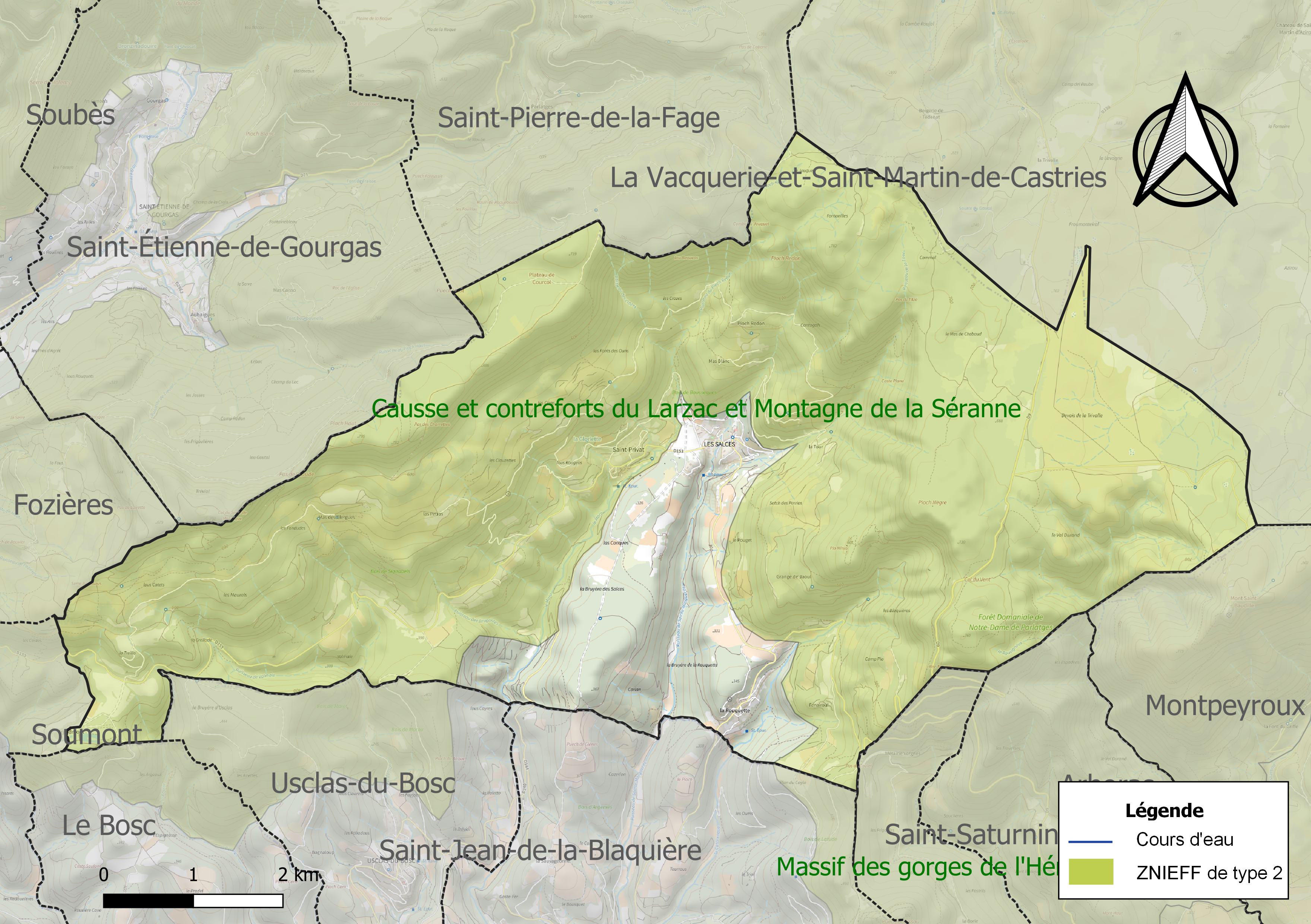
Carte de la ZNIEFF de type 2 sur la commune.

## Urbanisme

### Typologie
Au 1er janvier 2024, Saint-Privat est catégorisée commune rurale à habitat dispersé selon la nouvelle grille communale de densité à sept niveaux définie par l'Insee en 2022.
Elle est située hors unité urbaine. Par ailleurs la commune fait partie de l'aire d'attraction de Lodève, dont elle est une commune de la couronne,. Cette aire, qui regroupe 19 communes, est catégorisée dans les aires de moins de 50 000 habitants,.

### Occupation des sols
L'occupation des sols de la commune (telle qu'elle ressort de la Corine Land Cover (CLC), base de données européenne d’occupation biophysique des sols) est marquée par l'importance des forêts et milieux semi-naturels (87,3 % en 2018), néanmoins en diminution par rapport à 1990 (89,8 %). La répartition détaillée en 2018 est la suivante : forêts (63,4 %), milieux à végétation arbustive et/ou herbacée (23,9 %), zones agricoles hétérogènes (10,1 %), cultures permanentes (2,6 %). L'évolution de l’occupation des sols de la commune et de ses infrastructures peut être observée sur les différentes représentations cartographiques du territoire : la carte de Cassini (XVIIIe siècle), la carte d'état-major (1820-1866) et les cartes ou photos aériennes de l'IGN pour la période actuelle (1950 à aujourd'hui).

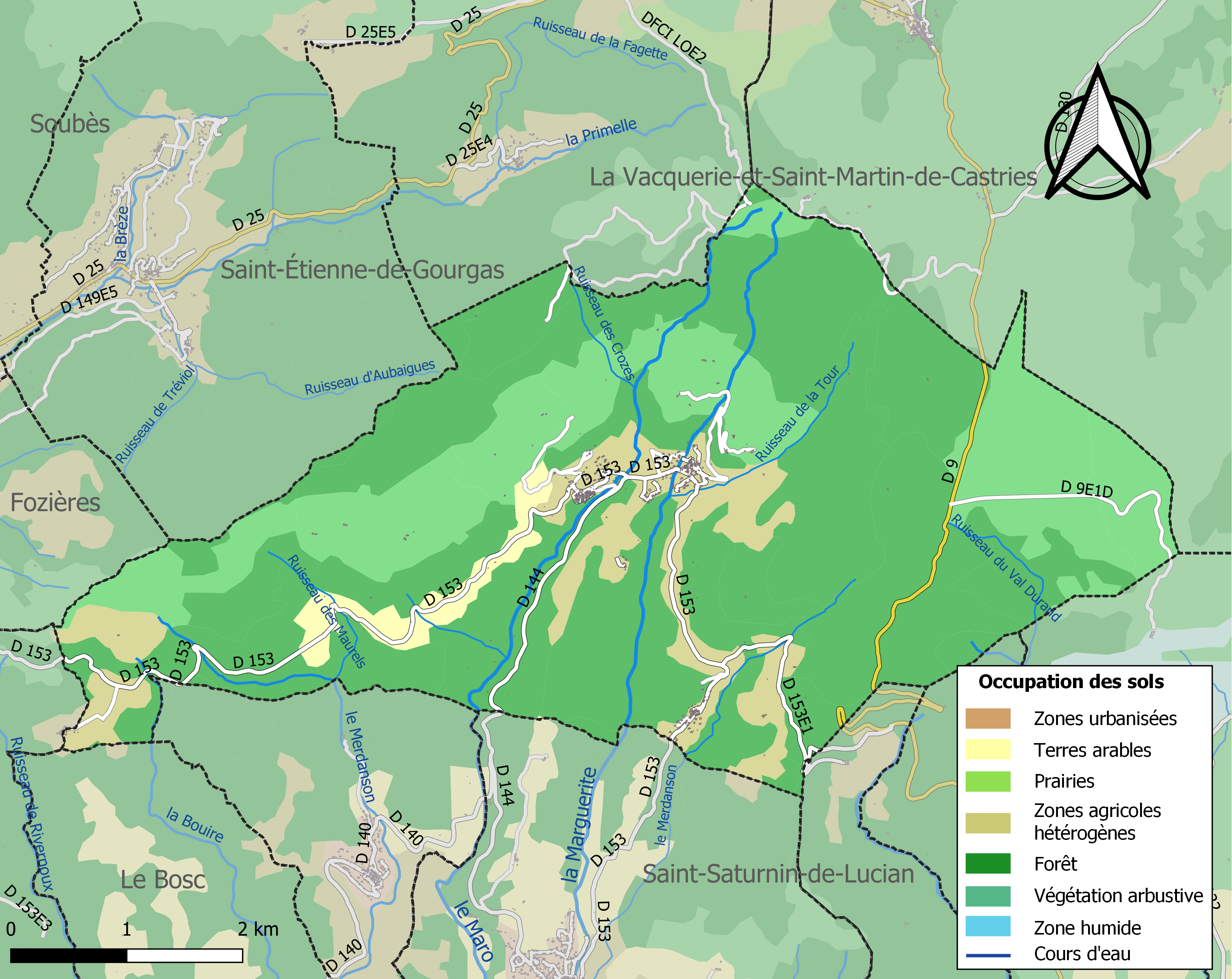
Carte des infrastructures et de l'occupation des sols de la commune en 2018 (CLC).

### Risques majeurs
Le territoire de la commune de Saint-Privat est vulnérable à différents aléas naturels : météorologiques (tempête, orage, neige, grand froid, canicule ou sécheresse), inondations, feux de forêts, mouvements de terrains et séisme (sismicité très faible). Il est également exposé à deux risques particuliers : le risque minier et le risque de radon. Un site publié par le BRGM permet d'évaluer simplement et rapidement les risques d'un bien localisé soit par son adresse soit par le numéro de sa parcelle.

#### Risques naturels
Certaines parties du territoire communal sont susceptibles d’être affectées par le risque d’inondation par débordement de cours d'eau, notamment la Marguerite et le Maro. La commune a été reconnue en état de catastrophe naturelle au titre des dommages causés par les inondations et coulées de boue survenues en 1982, 1995, 1997, 2006, 2014 et 2015,.
Saint-Privat est exposée au risque de feu de forêt. Un plan départemental de protection des forêts contre les incendies (PDPFCI) a été approuvé en juin 2013 et court jusqu'en 2022, où il doit être renouvelé. Les mesures individuelles de prévention contre les incendies sont précisées par deux arrêtés préfectoraux et s’appliquent dans les zones exposées aux incendies de forêt et à moins de 200 mètres de celles-ci. L’arrêté du 25 avril 2002 réglemente l'emploi du feu en interdisant notamment d’apporter du feu, de fumer et de jeter des mégots de cigarette dans les espaces sensibles et sur les voies qui les traversent sous peine de sanctions. L'arrêté du 11 mars 2013 rend le débroussaillement obligatoire, incombant au propriétaire ou ayant droit,.

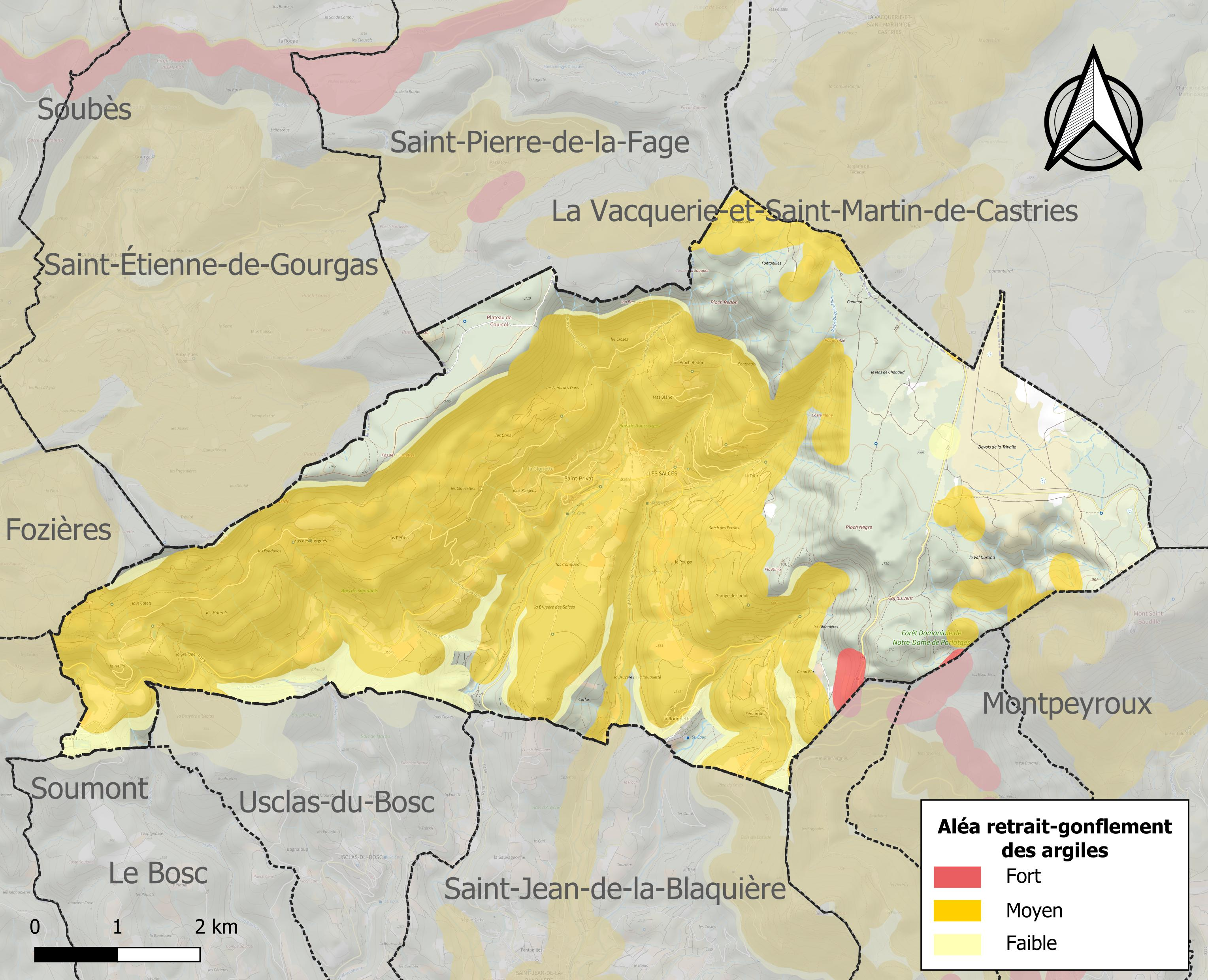
Carte des zones d'aléa retrait-gonflement des sols argileux de Saint-Privat.

La commune est vulnérable au risque de mouvements de terrains constitué principalement du retrait-gonflement des sols argileux. Cet aléa est susceptible d'engendrer des dommages importants aux bâtiments en cas d’alternance de périodes de sécheresse et de pluie. 60,7 % de la superficie communale est en aléa moyen ou fort (59,3 % au niveau départemental et 48,5 % au niveau national). Sur les 284 bâtiments dénombrés sur la commune en 2019, 270 sont en aléa moyen ou fort, soit 95 %, à comparer aux 85 % au niveau départemental et 54 % au niveau national. Une cartographie de l'exposition du territoire national au retrait gonflement des sols argileux est disponible sur le site du BRGM,.
Par ailleurs, afin de mieux appréhender le risque d’affaissement de terrain, l'inventaire national des cavités souterraines permet de localiser celles situées sur la commune.

#### Risque particulier
L’étude Scanning de Géodéris réalisée en 2008 a établi pour le département de l’Hérault une identification rapide des zones de risques miniers liés à l’instabilité des terrains.  Elle a été complétée en 2015 par une étude approfondie sur les anciennes exploitations minières du bassin houiller de Graissessac et du district polymétallique de Villecelle. La commune est ainsi concernée par le risque minier, principalement lié à l’évolution des cavités souterraines laissées à l’abandon et sans entretien après l’exploitation des mines.
Dans plusieurs parties du territoire national, le radon, accumulé dans certains logements ou autres locaux, peut constituer une source significative d’exposition de la population aux rayonnements ionisants. Certaines communes du département sont concernées par le risque radon à un niveau plus ou moins élevé. Selon la classification de 2018, la commune de Saint-Privat est classée en zone 3, à savoir zone à potentiel radon significatif.

## Histoire
Au cours de la Révolution française, la commune porte le nom de Maro.
Une chapelle existait à Saint-Privat il y a environ une vingtaine d'années. Mais elle fut détruite à cause de sa fragilité pour devenir la place du village. Il existe encore des traces de démolitions sur le mur de l'église.

## Saint-Privat, le grès, les meules
La commune de Saint-Privat se trouve au nord du département de l'Hérault. Un quart du territoire de la commune se trouve sur la causse du Larzac. De nos jours, la commune compte approximativement 200 habitants répartis sur trois villages, elle en comptait plus de 500 en 1851.
En cette fin de XIXe siècle, les habitants de cette petite commune ont compris qu'ils pouvaient tirer parti d'une des ressources du sous-sol : le grès. Cette roche, formée par sédimentation de débris issus de l'érosion, affleure à plusieurs endroits de la commune comme en témoigne la présence de châtaigniers, d'arbousiers et surtout de bruyère. Cet arbuste témoigne de l'acidité du sol, celle-ci provenant du quartz qui constitue en grande majorité le grès.
Le grès à cette particularité d'être un excellent abrasif (sédimentation de débris de quartz), c'est donc le matériau idéal pour affuter les outils en métal mais aussi pour polir le marbre. Taillées en forme cylindrique et montées sur un axe généralement horizontal, les meules fabriquées à Saint-Privat étaient très utilisées par les rémouleurs.
Jusqu'au début du XXe siècle, les meules quittaient le territoire communal sur des charrettes qui les acheminaient jusqu'à Lodève (manufactures textiles) ou jusqu'à Montpellier et Sète. Les meules étaient ensuite transportées en bateau jusqu'en Italie où elles étaient utilisées pour polir le marbre. La création de la ligne de chemin de fer (1863) facilita le transport des meules vers les différents ports (Sète, Marseille, Port Saint-Louis).

## Économie

### Revenus
En 2018, la commune compte 181 ménages fiscaux, regroupant 391 personnes. La médiane du revenu disponible par unité de consommation est de 17 430 € (20 330 € dans le département).

### Emploi
|                | 2008   | 2013   | 2018   |
| -------------- | ------ | ------ | ------ |
| Commune        | 12,3 % | 16,4 % | 12,8 % |
| Département    | 10,1 % | 11,9 % | 12 %   |
| France entière | 8,3 %  | 10 %   | 10 %   |

En 2018, la population âgée de 15 à 64 ans s'élève à 266 personnes, parmi lesquelles 78,9 % d'actifs (66,2 % ayant un emploi et 12,8 % de chômeurs) et 21,1 % d'inactifs,. Depuis 2008, le taux de chômage communal (au sens du recensement) des 15-64 ans est supérieur à celui de la France et du département.
La commune fait partie de la couronne de l'aire d'attraction de Lodève, du fait qu'au moins 15 % des actifs travaillent dans le pôle,. Elle compte 68 emplois en 2018, contre 70 en 2013 et 57 en 2008. Le nombre d'actifs ayant un emploi résidant dans la commune est de 181, soit un indicateur de concentration d'emploi de 37,5 % et un taux d'activité parmi les 15 ans ou plus de 66,2 %.
Sur ces 181 actifs de 15 ans ou plus ayant un emploi, 54 travaillent dans la commune, soit 30 % des habitants. Pour se rendre au travail, 90,1 % des habitants utilisent un véhicule personnel ou de fonction à quatre roues, 3,3 % les transports en commun, 1,1 % s'y rendent en deux-roues, à vélo ou à pied et 5,5 % n'ont pas besoin de transport (travail au domicile).

### Activités hors agriculture

#### Secteurs d'activités
46 établissements sont implantés  à Saint-Privat au 31 décembre 2019. Le tableau ci-dessous en détaille le nombre par secteur d'activité et compare les ratios avec ceux du département,.
| Secteur d'activité                                                                                        | Commune | Commune | Département |
| Secteur d'activité                                                                                        | Nombre  | %       | %           |
| --- | ------- | ------- | ----------- |
| Ensemble                                                                                                  | 46      |         |             |
| Industrie manufacturière, industries extractives et autres                                                | 3       | 6,5 %   | (6,7 %)     |
| Construction                                                                                              | 18      | 39,1 %  | (14,1 %)    |
| Commerce de gros et de détail, transports, hébergement et restauration                                    | 7       | 15,2 %  | (28 %)      |
| Information et communication                                                                              | 2       | 4,3 %   | (3,3 %)     |
| Activités financières et d'assurance                                                                      | 1       | 2,2 %   | (3,2 %)     |
| Activités immobilières                                                                                    | 1       | 2,2 %   | (5,3 %)     |
| Activités spécialisées, scientifiques et techniques et activités de services administratifs et de soutien | 11      | 23,9 %  | (17,1 %)    |
| Autres activités de services                                                                              | 3       | 6,5 %   | (8,1 %)     |

Le secteur de la construction est prépondérant sur la commune puisqu'il représente 39,1 % du nombre total d'établissements de la commune (18 sur les 46 entreprises implantées  à Saint-Privat), contre 14,1 % au niveau départemental.

#### Entreprises et commerces
Les cinq entreprises ayant leur siège social sur le territoire communal qui génèrent le plus de chiffre d'affaires en 2020 sont : 
- Egb, travaux de maçonnerie générale et gros œuvre de bâtiment (643 k€) ;
- SIG, activités des marchands de biens immobiliers (392 k€) ;
- Oleatherm, entretien corporel (126 k€) ;
- Alain Blot, travaux d'installation d'eau et de gaz en tous locaux (103 k€) ;
- Holding Midisolar, activités des sociétés holding (0 k€).

D'après les derniers rapports INSEE, le taux de chômage dans la commune (16,2 %) est très légèrement supérieur à celui de la moyenne française (14,1 %).

### Agriculture
|               | 1988 | 2000 | 2010 | 2020 |
| ------------- | ---- | ---- | ---- | ---- |
| Exploitations | 33   | 24   | 17   | 9    |
| SAU (ha)      | 555  | 249  | 253  | 90   |

La commune est dans le « Soubergues », une petite région agricole occupant le nord-est du département de l'Hérault. En 2020, l'orientation technico-économique de l'agriculture  sur la commune est la culture de fruits ou d'autres cultures permanentes. Neuf exploitations agricoles ayant leur siège dans la commune sont dénombrées lors du recensement agricole de 2020 (33 en 1988). La superficie agricole utilisée est de 90 ha,,.

### Entreprises et commerces
En 2018, la commune n'avait encore aucune entreprise de plus de 10 salariés, la majorité des sociétés sont sans salariés (75 % d'auto-entrepreneur, artisans, etc).
Les commerces sont inexistants dans la commune, hormis le snack "La Guinguette" dans le hameau des Salces et une mini-épicerie.

#### Agriculture
Culture de la vigne et de l'olivier. Il y a quelques décennies, les traces d'une industrie domestique du ver à soie étaient encore visibles par la présence de mûriers du Japon à proximité des habitations. Les feuilles de cet arbre étaient utilisées pour nourrir les vers. Cette activité a subsisté, ainsi que dans les Cévennes, jusqu'au début du XXe siècle.

## Politique et administration
| Période   | Période   | Identité                 | Étiquette | Qualité                       |
| --------- | --------- | ------------------------ | --------- | ----------------------------- |
| 1791      | 1792      | Jean-Jacques Balp        |           |                               |
| 1792      | 1794      | Firmin Caylar            |           |                               |
| 1794      | 1795      | Barthélémy Gourreaud     |           |                               |
| 1795      | 1796      | Jean Jean                |           |                               |
| 1796      | 1798      | Joseph Bellet            |           |                               |
| 1798      | 1799      | Jean-Pierre Jaoul        |           |                               |
| 1799      | 1808      | Joseph Vigourel          |           |                               |
| 1808      | 1827      | Antoine Jaoul            |           |                               |
| 1827      | 1830      | Joseph Chabaud           |           |                               |
| 1830      | 1837      | Antoine Jaoul            |           |                               |
| 1837      | 1846      | Jean-Pierre Bonnafé      |           |                               |
| 1846      | 1852      | Jean Servel              |           |                               |
| 1852      | 1870      | Hippolyte Bonnafé        |           |                               |
| 1870      | 1870      | Jean Servel              |           |                               |
| 1870      | 1871      | Joseph Vigourel          |           |                               |
| 1871      | 1874      | Fulcran Fromenty         |           |                               |
| 1874      | 1878      | Fulcran Fromenty         |           |                               |
| 1878      | 1881      | Etienne Salze            |           |                               |
| 1881      | 1881      | Jean-Pierre Fabreguettes |           |                               |
| 1881      | 1882      | Marius Delmas            |           |                               |
| 1882      | 1884      | Pierre Gourreaud         |           |                               |
| 1884      | 1884      | Etienne Bouisson         |           |                               |
| 1884      | 1886      | Paulin Pons              |           |                               |
| 1886      | 1888      | Sylvain Cornier          |           |                               |
| 1888      | 1889      | Gracchus Jaoul           |           |                               |
| 1889      | 1904      | Marius Delmas            |           |                               |
| 1904      | 1908      | Fulcran Delmas           |           |                               |
| 1908      | 1914      | Léon Valat               |           |                               |
| 1914      | 1915      | Marius Gourreaud         |           |                               |
| 1915      | 1919      | Albert Malroux           |           |                               |
| 1919      | 1925      | Benoni Cornier           |           |                               |
| 1925      | 1935      | Eugène Boudes            |           |                               |
| 1935      | 1939      | Albert Gourreaud         |           |                               |
| 1939      | 1944      | Benjamin Ravier          |           |                               |
| 1944      | 1944      | Lucien Valat             |           | Président délégation spéciale |
| 1944      | 1945      | Lucien Bellet            |           | Président délégation spéciale |
| 1945      | 1971      | Charles Vaillé           |           |                               |
| 1971      | 1977      | Roger Goudou             |           |                               |
| 1977      | mars 2001 | Henri Fabre              |           |                               |
| mars 2001 | 2020      | Jean-Paul Goudou         | Rad.-UDI  | Administrateur de société     |
| 2020      | En cours  | Samuel Goudou            |           |                               |

Lors du Conseil des ministres du 21 août 2013, sur proposition du ministre de l’Intérieur (Manuel Valls), le conseil des ministres a prononcé la révocation de Jean-Paul Goudou de ses fonctions de maire de la commune. Au printemps, Jean-Paul Goudou avait été condamné en première instance par le tribunal correctionnel à un an de prison ferme et 130 000 euros d'amende pour faux et escroquerie, condamnation dont il a fait appel.

### Budget et fiscalité 2016
En 2016, le budget de la commune était constitué ainsi :
- total des produits de fonctionnement : 356 000 €, soit 806 € par habitant ;
- total des charges de fonctionnement : 265 000 €, soit 600 € par habitant ;
- total des ressources d’investissement : 76 000 €, soit 173 € par habitant ;
- total des emplois d’investissement : 95 000 €, soit 216 € par habitant.
- endettement : 139 000 €, soit 314 € par habitant.

Avec les taux de fiscalité suivants :
- taxe d’habitation : 7,27 % ;
- taxe foncière sur les propriétés bâties : 9,81 % ;
- taxe foncière sur les propriétés non bâties : 44,68 % ;
- taxe additionnelle à la taxe foncière sur les propriétés non bâties : 0,00 % ;
- cotisation foncière des entreprises : 0,00 %.

Chiffres clés Revenus et pauvreté des ménages en 2014 : Médiane en 2014 du revenu disponible, par unité de consommation : 16 296 €.

## Population et société

### Démographie
L'évolution du nombre d'habitants est connue à travers les recensements de la population effectués dans la commune depuis 1793. Pour les communes de moins de 10 000 habitants, une enquête de recensement portant sur toute la population est réalisée tous les cinq ans, les populations de référence des années intermédiaires étant quant à elles estimées par interpolation ou extrapolation. Pour la commune, le premier recensement exhaustif entrant dans le cadre du nouveau dispositif a été réalisé en 2006.

En 2022, la commune comptait 453 habitants, en évolution de +12,41 % par rapport à 2016 (Hérault : +7,49 %, France hors Mayotte : +2,11 %).
| 1793 | 1800 | 1806 | 1821 | 1831 | 1836 | 1841 | 1846 | 1851 |
| ---- | ---- | ---- | ---- | ---- | ---- | ---- | ---- | ---- |
| 465  | 487  | 510  | 504  | 505  | 516  | 500  | 510  | 532  |

| 1856 | 1861 | 1866 | 1872 | 1876 | 1881 | 1886 | 1891 | 1896 |
| ---- | ---- | ---- | ---- | ---- | ---- | ---- | ---- | ---- |
| 531  | 516  | 527  | 502  | 480  | 461  | 405  | 420  | 389  |

| 1901 | 1906 | 1911 | 1921 | 1926 | 1931 | 1936 | 1946 | 1954 |
| ---- | ---- | ---- | ---- | ---- | ---- | ---- | ---- | ---- |
| 384  | 379  | 347  | 275  | 262  | 266  | 235  | 238  | 216  |

| 1962 | 1968 | 1975 | 1982 | 1990 | 1999 | 2006 | 2011 | 2016 |
| ---- | ---- | ---- | ---- | ---- | ---- | ---- | ---- | ---- |
| 202  | 183  | 160  | 164  | 197  | 218  | 373  | 413  | 403  |

| 2021 | 2022 | - | - | - | - | - | - | - |
| ---- | ---- | - | - | - | - | - | - | - |
| 436  | 453  | - | - | - | - | - | - | - |

La courbe démographique fait apparaître trois paliers repérés A, B et C et deux fortes baisses repérées 1 et 2.
- Palier A (1836-1872) :
  - 1836 : 516 habitants
  - 1841 : 500 habitants (min)
  - 1851 : 532 habitants (max)
  - 1872 : 502 habitants
- Palier B(1886-1906) :
  - 1886 : 405 habitants
  - 1891 : 420 habitants
  - 1906 : 379 habitants
- Palier C (1921-1931) :
  - 1921 : 275 habitants
  - 1931 : 266 habitants

Ces trois  paliers sont séparés par des périodes de 15 ans où les pertes en habitants sont les plus importantes.
- Période 1 :(1872-1886) perte de 97 habitants en 14 ans.
- Période 2: (1906 - 1921) perte de 104 habitants en 15 ans.

Alors que les pertes sont moins brutales dans les paliers.
- A : perte de 30 habitants en 20 ans
- B : perte de 41 habitants en 15 ans
- C : perte de 13 habitants en 10 ans

Ces fluctuations démographiques coïncident avec l'évolution du vignoble languedocien et les crises viticoles.
Le développement du vignoble (palier A)
En effet, la progression du vignoble entre 1820 et 1850 est très lente. Mais brusquement, aux premières années de l'Empire, éclate la frénésie des plantations. Ceci est dû pour une bonne part, à l'établissement des chemins de fer, qui abaisse le coût des transports (un muid de vin de Montpellier à Lyon valait 50 francs par la route en 1840, il n'en vaut que 10 francs par le rail).
C'est en 1858 que Lodève est reliée à Sète par le rail. D'autre part, la moyenne de la consommation nationale de vin passe de 51 litres par habitant à 77 litres en 1872.
Enfin, le prix de vente moyen de vin quadruple entre 1840 et 1856. Il passe de 9 francs par hectolitre à 35 francs et retombe en dessous de 10 francs après 1856.
Ces augmentations correspondent aux deux points forts, 1851 et 1856 du palier A.
Le phylloxéra (période 1)
Cette période de développement économique va vite faire place à une crise résultant de l'invasion du phylloxéra. L'Hérault comptait 220 000 ha de terres plantées en vignes en 1874, il lui en reste 47 000 en 1883. Ces dates correspondent à celles de la "période 1" de dépeuplement.
Pour le géographe Raymond Dugrand : « les effets de cette destruction furent extraordinaires. La classe des moyens et petits propriétaires a subi une colossale hémorragie humaine. Pendant la période de quasi arrêt de la production viticole, tous les villages bas-languedociens perdirent 10 à 20 % de leurs habitants »[citation nécessaire].
Cette fuite fut celle des petits paysans dépourvus de toute réserve monétaire et des ouvriers agricoles désormais sans travail qui partirent créer le vignoble d’Afrique du Nord ou se fixèrent dans les grands creusets urbains nationaux.
La reconstitution du vignoble (palier B)
Le "palier B" (1886-1906) correspond à la période de reconstitution du vignoble qui amènera rapidement l’aire des crises de surproduction. « La grande crise de 1905, qui interrompt de façon brutale la prospérité post-phyloxérique, inaugure, une nouvelle période caractérisée, en année normale, par les excédents viticoles ».
La crise viticole et la Première Guerre mondiale (période 2)
Aggravée par la grande fauche de la guerre de 1914-1918 (15 disparus), la crise de surproduction viticole correspond à la "période 1" de dépeuplement.
Organisation de la paysannerie (palier C)
Enfin, le dernier "palier C" correspond à une période d'organisation de la paysannerie et d’avantages fiscaux et sociaux : Caisses de Crédit, Caves coopératives, augmentation des salaires agricoles, impôts proportionnels.
Après la grande crise économique de 1929, un nouvel exode rural s'amorcera, identique aux précédents dans son taux élevé de dépeuplement.

### Enseignement
La commune est située dans l'Académie de Montpellier.
Une école primaire/élémentaire publique est en activité dans le hameau des Salces au cœur de la commune (cours moyens et élémentaires).
Selon les années, le nombre d'élèves varie entre 20 et 55 enfants.
Les écoles maternelles les plus proches sont celles de Saint-Jean-de-la-Blaquière et Saint-Étienne-de-Gourgas.
Les collèges et lycées sont ceux de Lodève, Clermont-l'Hérault et Saint-André-de-Sangonis.
Un bus scolaire dessert l'école de Saint-Jean-de-la-Blaquière et le collège-lycée de Lodève.

### Télécommunication
Jusqu'au printemps 2020, le réseau mobile à Saint-Privat n'était pas vraiment développé et les habitants se plaignaient de ne pas pouvoir bénéficier d'un réseau 3G ou même GSM,.
À la suite de cela, un relais 4G a été installé avec la collaboration d'Enedis et de l'opérateur Free Mobile.
Le réseau Internet est quant à lui plutôt bien développé. La plupart des foyers sont éligibles au très haut débit et à la fibre optique.

### Santé
- Les médecins et spécialistes les plus proches se trouvent à Lodève[50], Clermont-L'Hérault, ou Gignac.
- Le service d'urgence le plus proche est à Lodève (14 km), ou à Pézenas (40 km)
- Près de Béziers, une "Polyclinique Saint-Privat" existe à Boujan-sur-Libron[51],

### Cultes
La religion catholique est majoritaire. La commune fait partie de la paroisse Saint-Fulcran en Lodevois et du diocèse de Montpellier.

## Culture locale et patrimoine

### Lieux et monuments

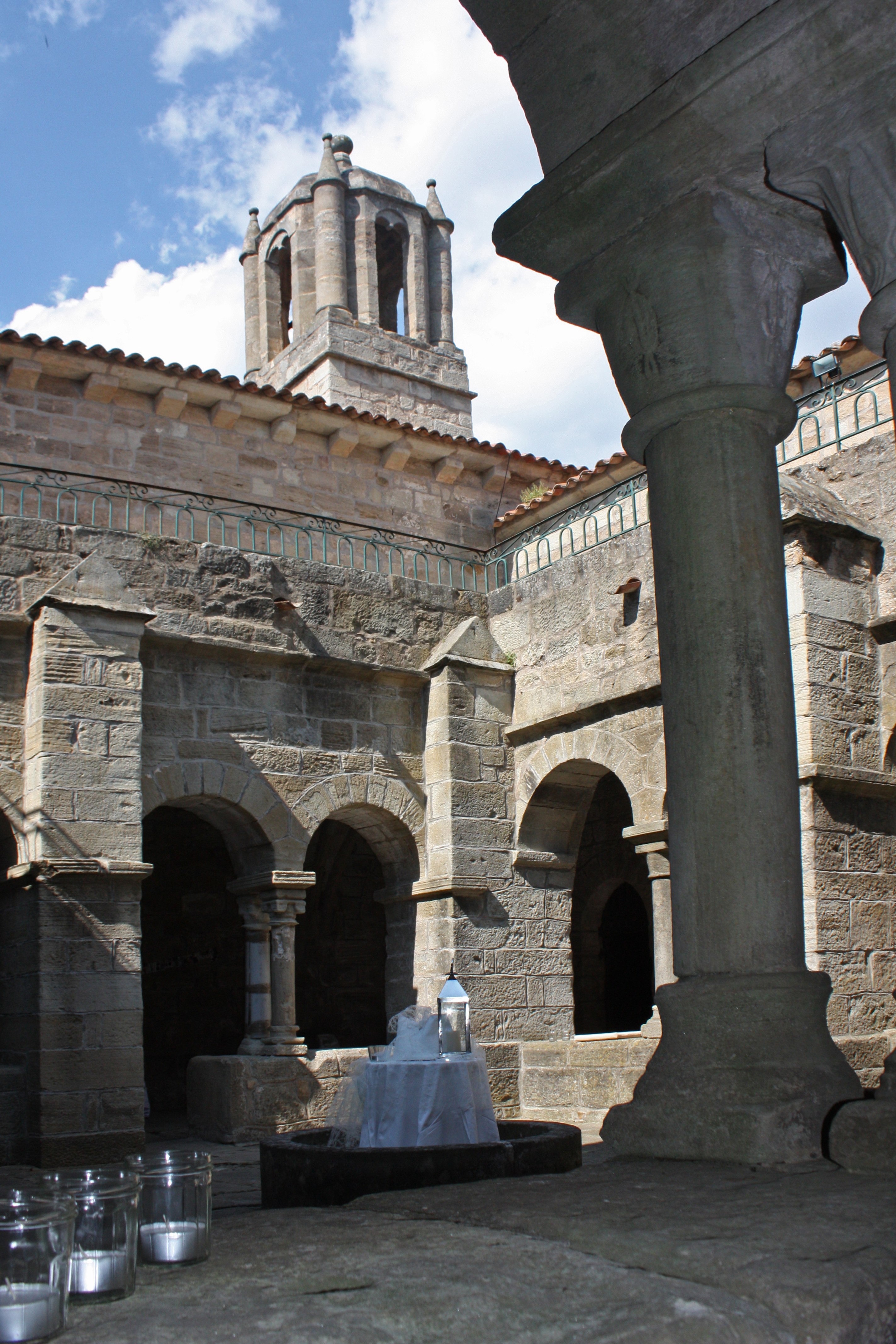
Cloître du prieuré de Grandmont.

- Dix-neuf dolmens sont recensés sur le territoire communal et, en particulier, le dolmen du Belvédère qui fait l’objet d’un classement au titre des monuments historiques depuis le 18 avril 1914[52].
- L'ancien prieuré Saint-Michel de Grandmont, qui relevait de l'Ordre de Grandmont, fait l’objet d’un classement au titre des monuments historiques depuis le 26 octobre 1981[53].
- Château de Saint-Privat[54].

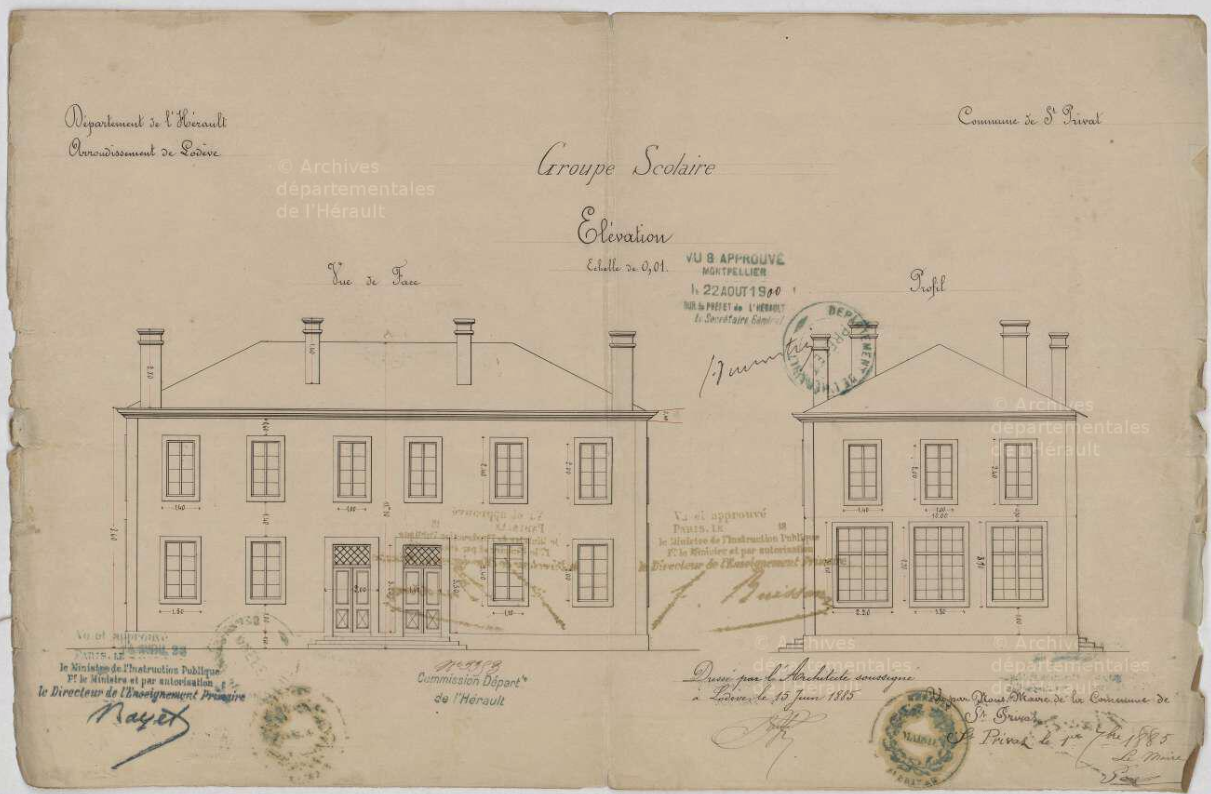
Plan originel de l'École des Salces

- L'église Notre-Dame-des-Salces, à l'exception de la nef[55], fait l’objet d’un classement au titre des monuments historiques depuis le 4 octobre 1962[56],[57]. La nef est inscritePlan originel de l'École des Salces (La première église aurait été la chapelle du château[58]). Les cloches sont de 1694[59]  et 1714[60].
- Fortification d'agglomération[61].
- Église Saint-Privat de Saint-Privat (Hérault).

### Héraldique
|  | Les armoiries de Saint-Privat se blasonnent ainsi : Écartelé : au premier d'azur au donjon d'argent, au deuxième de gueules à la Sainte Vierge d'or, au troisième de gueules à la porte fortifiée d'or maçonnée de sable, au quatrième d'azur à la meule de moulin d'argent. |

### Fonds d'archives
- Fonds : Archives communales de Saint-Privat (1623-1896) [0,15 ml].  Cote : 286 EDT. Montpellier : Archives départementales de l'Hérault (présentation en ligne).